# Florica Prevenda
Florica Prevenda (n. 5 aprilie 1959, Dor Mărunt, România), artist român contemporan care trăiește și lucrează în București, România.  
Florica Prevenda s-a născut într-o familie de aromâni, care a suferit persecuții din partea regimului comunist, fiind deportată din Banat în Bărăgan, unde a avut domiciliu obligatoriu cinci ani. 
A absolvit Liceul de Arte Plastice „Nicolae Tonitza” din București în 1979, iar în 1984 a obținut licența ca șef de promoție pe țară la Universitatea Națională de Arte din Iași, secția pictură, avându-i ca profesori pe Gheorghe I. Anghel (liceu), Francisc  Bartok și Dimitrie Gavrilean (facultate). Între 1992 și 1997 este profesor asociat la Universitatea Națională de Arte din București. După 1997 a renunțat la cariera didactică pentru a se dedica complet celei artistice.

## Stil artistic
Florica Prevenda este unul dintre cei mai inovatori artiști în arta contemporană românească. Cu o biografie artistică mai degrabă singulară, Florica Prevenda se impune în peisajul plasticii românești prin talent, perseverență și disciplină profesională. De mai bine de două decenii artista investighează tema condiției umane într-o serie de eseuri vizuale, care se articulează într-un parcurs artistic coerent și unitar: Chipuri fără chip, Net people, Umbrele prezentului, Serenitate, Timpul regăsit, Facebook Obsesion, Efemer/Condensări, Anonymous, Undeva în timp. Creația Floricăi Prevenda este o continuă pendulare între logica sensului și logica senzației, între progresiva raționalizare a demersului artistic prin structuri geometrice, seriale, forme rigide, tentația monocromului, sugerând uniformizarea, tirania codului într-o lume informatizată și constanta revenire a senzorialului în actul creator prin exces de culoare, linii libere, forțe de dezintegrare, entropie, trimițând la omul real, care pulsează în mod vital. 
De la tema fundamentală a Chipului (Muzeul Național de Artă, 1999) până la mulțimea anonimă a siluetelor Metropolei (Umbrele prezentului, Simeza, 2004), artista prospectează (abordând chipul schematic și în serie) magma de emoții și neliniști care bântuie condiția umană a zilelor noastre, alunecînd spre depersonalizarea și reificarea consumistă. Acest mesaj pregnant de ordin existențialist se exprimă în pictura Floricăi Prevenda prin metamorfozarea colajului în pastă-textură, exact în scoarța, pielea, solzii, cicatricile, amprentele și pojghițele tonurilor de alb, gri, negru, alături de ocrul cartonului de ambalaj. Imaginile ei nu devin mai simple de la un ciclu la altul. Devin reliefuri polimaterice, cu casetoane și rețele grafice, cu ritmurile zigzagate ale cartonului gofrat, cu câmpuri de cifre sau ochi și palme schematizate, cu întrețeseri și ghirlande de benzi de hârtie sau de pânză pictată. Prin urmare, artista nu performează în scenarii narative, dar nici nu compune după efecte de retorică a imaginii propriu-zis abstracte. 
Pictura-asamblaj a artistei poartă o prezență puternică, izbitoare la nivel vizual și tactil. Cu o iconografie care evoluează în jurul chipului și formei umane, variind între reprezentări anonime și autobiografice, artista reiterează unele dintre principalele problematici ale artei contemporane, prin raporturile complexe stabilite între bi și tridimensional, dintre concept și „meșteșug”, manualitatea actului artistic versus utilizarea „industrială” a tehnologiei în alte procedee artistice permise etc. În ansamblu, opera ei se dezvoltă în serii conceptuale care problematizează la nivel simbolic relațiile multistratificate dintre sine/individ și ceilalți/societate, dintre identitatea reală și virtuală, în contextul accelerat și haotic al comunicării mediate tehnologic, globaliza(n)tă și „democratică”.
„Semnele“ care particularizează „discursul“ artistei (acesta se înscrie atât pe coordonatele apolinice, cât și pe cele dionisiace) sunt starea de spirit și structura. Serializarea unor elemente creează ritmuri, simțul monumental în parcelarea câmpurilor de materie plastică se întâlnește cu barochismul detaliului. Văzul și tactilitatea receptorului sunt puse în egală măsură în alertă. Recurgerea cu ecou la efectul de palimpsest stimulează gândul spre tema unui fel de „arheologie“ a tipologiei umane contemporane.
Codurile numerice, pixelizarea, ecranele, tema umbrei sugerează corpul uman schițat din ce în ce mai fragil și mai fascinat de lumea virtuală. Pe de altă parte, tema hibridizării dintre biologic și tehnologie i-a permis artistei să „creeze un corp” pentru opera de artă, continuând un proces pe care l-a început în 1990, când a trecut de la ulei și acrilice la alte materiale (cuie, sârmă, carton, material textil, plastic, rumeguș etc.), pentru a realiza colaje, asamblaj și, în final, sculptură. Seria Timpul regăsit (2005−2008) a fost considerată ca o presupusă explorare a sinelui. Corpul uman a rămas un cadru al lucrărilor artistice, dar de această dată Florica Prevenda și-a pus în scenă propriul corp – deconstruit, rupt, înțeles ca un construct fantomatic legat nu doar de experiențe, ci și de vise, așteptări, frustrări, dorințe.
Seria Serenitate (2009−2010) este singura în care artista nu „distruge” corpul, ci îl prezintă ca un tot, prin conturul corpului unui copil generic, o formă frumoasă care este totuși goală, ca o pagină goală pe care experiențe de viață vor fi înregistrate.
Facebook Obsession (2011−2015), Efemer / Condensări (2015−2016) și Anonymous (2017−2018) sunt serii care problematizează succesul rețelelor de socializare, precum și nevoia de comunicare și imaginea de sine a ființelor umane contemporane. Pierderea identității produsă de noile tehnologii este sugerată de fizionomii schițate, cărora culoarea le adaugă o notă de eleganță și fragilitate. Într-o lume în care comunicarea este instantanee și are loc într-o rețea, oamenii închiși în imagine par a fi terminale conectate la un computer central și care nu pot stabili o comunicare reală.
În Facebook Obsession, chipuri și siluete umane, construite prin suprapuneri de unități și elemente materiale, sunt alternate cu simbolurile recognoscibile ale celei mai de succes rețele sociale a secolului XXI. Deși titlul poate evoca conotații negative, Prevenda practică o „privire” detașată asupra fenomenului explodat al comunicării contemporane, acceptându-i producerea, propagarea și creșterea drept consecințe inevitabile ale creativității și inventivității minții umane.
În același timp, Anonymous construiește un portret conceptual al omului actual care, fascinat de ecranul calculatorului sau al telefonului, se dizolvă în rețele informaționale, în sisteme de semne și coduri, alegând, adesea, comoditatea și anonimatul avatarului virtual. Raportul cu sinele, cu celălalt și cu lumea a fost transformat în mod iremediabil de interfața numerică. Pentru a reda codul binar, pixelizarea, contiguitatea dintre corpul natural și corpul virtual, artista apelează la strategii formale preluate din minimalism și conceptualism – geometrie, repetiție, serialitate. Lucrările au o anumită materialitate, provoacă nu doar vizual, ci și tactil, iar ritmarea suprafețelor, simetria, proporțiile, atenția acordată detaliilor conferă rafinament construcției. Materia și conceptul se susțin, existând o complicitate între gândirea creatoare și texturile alese.
Pentru Florica Prevenda, timpul creației este unul al recluziunii; începutul se lasă greu ademenit. Perioadele de observație și reflecție se succed ritmic, rezolvările plastice se decantează, după multiple căutări. Drumul este mai important decât destinația. Expoziția Undeva în timp (2023) fixează două repere: unul spațial, cel al unui sat din Bărăgan, celălalt, temporal: cel al copilăriei artistei. Plonjarea în timpul copilăriei, într-un spațiu pe care artista îl amprentează cu nostalgie și îl încarcă cu sublim, constituie un bun prilej de a spune povești, de a rememora și a descrie calofil lumina cernută prin frunzele de nuc. Cu câteva inserturi de figurativ vegetal, se delimitează registre de rezonanță. Semnul expresiv, golirea de gestualitatea ostentativă, picturalitatea condensată, organicitatea formelor sunt atribute ce fac din lucrările ce poată semnătura sa entități recognoscibile în orice context.
„Undeva în timp este despre încetinirea ritmului nebun al existenței noastre actuale, despre refugiul într-o lume pe care o putem idealiza, despre împăcare și asumare și ne-răzbunare, despre onestitate față de sine și față de ceilalți, despre timpul trăirii și timpul regăsirii, despre creație, mărturisire, muncă și disciplină, despre liniște, în lumina galbenă a unui orizont uitat și îndelung căutat, despre bucuria de a lăsa, în urma ta, un semn relevant că ai trecut prin această lume” (Mădălina Mirea) 
Creația Floricăi Prevenda, profund personală, caracterizată simultan prin sensibilitate și rigoare, este lesne receptabilă în orice spațiu cultural. Valoarea sa o înscrie deja în circuitul internațional, confirmarea aducând-o amplificarea prezențelor expoziționale peste hotare, cu un succes în creștere.

## Expoziții personale (selecție)
Lucrările ei au fost prezentate în diferite locații din România și din străinătate:
2024 Arthus Gallery, Bruxelles, Expoziția Primavera (7 martie − 30 aprilie 2024). 
2023 Galeria AnnArt, București, Expoziția Undeva în Timp (Fragment) (21 septembrie − 18 noiembrie 2023.       
2023 Muzeul Banatului Montan, Reșița (România), Expoziția Undeva în Timp (4 iulie – 1 septembrie 2023).    
2023 Muzeul de Artă Constanța (România), Expoziția Undeva în timp (21 aprilie – 21 mai 2023).   
2021 Centrul de Artă Contemporană „Colonia Pictorilor”, Baia Mare (România), Expoziția INSTANCES (1999−2019) (11 iunie – 11 august 2021).        
2021 Galeria AnnArt, București, Expoziția Anonymous (17 martie − 1 mai 2021).     
2019 Hangar18 Art Center,  Bruxelles, Expoziția En terre d'Europe / Pe pământul Europa ( 8 februarie – 4 mai 2019).  
2017−2018 Centrul Cultural „Palatele Brâncovenești de la Mogoșoaia”, Mogoșoaia (România), Expoziția Condensări (25 noiembrie 2017−31 ianuarie 2018).  
2017 Muzeul Național de Artă Brukenthal, Sibiu (România), Expoziția Efemer (4 octombrie – 5 noiembrie 2017). 
2017 Galeria „Brâncuși”, Institutul Cultural Român, Londra, Expoziția Facebook Obsession (25 mai − 8 septembrie 2017).     
2016 Galeria Arielle d'Hauterives, Bruxelles, Expoziția Facelook / Facebook Obsession (8 septembrie – 8 octombrie 2016).  
2016 Muzeul Național de Artă al Moldovei, Chișinău (vernisaj 15 iunie 2016). 
2016 Galeria AnnArt, București, Expoziția Serenity (21 aprilie − 7 iunie 2016).   
2016 Institutul Cultural Român, Viena, Expoziția Facing Individuality (19 aprilie − 20 mai 2016).   
2015 Galeria AnnArt, București, Expoziția artZoom (24 − 30 septembrie 2015).
2014 Muzeul de Artă,  Timișoara (România), Expoziția Facelook / Facebook (27 iunie – 20 iulie 2014).   
2014 Galeria AnnArt, București, Expoziția Facelook / Facebook (27 martie − 20 iunie 2014).       
2013 Galeria de Artă Contemporană, Muzeul Național de Artă Brukenthal, Sibiu (România), Expoziția Facebook Obsession (4 – 28 aprilie 2013). 
2011 Muzeul Național de Artă, Cluj-Napoca (România), Expoziția Timpul regăsit (28 ianuarie – 27 februarie 2011).     
2010 Galeria Arcade24, Bistrița (România). 
2010 Biserica Herina, Herina (România)
2010 Arthus Gallery, Bruxelles, Expoziția Serenity (10 decembrie 2010 – 28 ianuarie 2011).
2008 Centrul Cultural „Palatele Brâncovenești de la Mogoșoaia”, Mogoșoaia (România). 
2007 M.I.A., Milano (Italia)
2004 Het Dijkstoelhuis Gallery, Wageningen (Olanda). 
2004 Arthus Gallery, Bruxelles, Expoziția Umbrele prezentului.  
2004 Galeria Simeza, București, Expoziția Umbrele prezentului.
2002 Galeria Het Dijkstoelhuis, Wageningen (Olanda)
2002 FNV Kiem, Amsterdam (Olanda)
2001 Arthus Gallery, Bruxelles
2000 Lamber Gallery, Valkenswaard (Olanda)
1999 Arthus Gallery, Bruxelles
1999 Muzeul Național de Artă / Artă Contemporană, București.  
1997 Galeriile Artexpo, Etaj 3/4 , București.   
1996 Comisia Europeană (Rotonde), Bruxelles
1996 Mural painting, Granvillar (Franța)
1992 Galeria Căminul Artei, București

## Expoziții de grup (selecție)
2024 Galeria de Artă a Academiei Române, București, Expoziția de artă contemporană italo-română Prospecttive (Perspective) (3 iunie − 5 iulie 2024). 
2024 Art Thessaloniki, Salonic (Grecia)
2023 Galeria S.E.N.A.T., Combinatul Fondului Plastic, București, Expoziția de artă contemporană #ceidelângănoi (26 noiembrie – 6 decembrie 2023).   
2023 Jihocesky kraj, České Budějovice (Republica Cehă), Expoziția Internațională Atelierele Constantin Brânuși, Simpozionul International de Arte Vizuale (2 − 30 noiembrie 2023).  
2023 Galeria Palatului Culturii, Bistrița (România), Expoziția Școala de la Bistrița la Tescani (12 ianuarie – 28 februarie 2023).
2023 Bienala Națională de Pictură, Constanța (România)
2022 Runcu, Gorj (România), Expoziția Internațională Atelierele Brâncuși (8 – 25 august 2022).   
2022 Muzeul Național de Artă Contemporană, București, Salonul Național de Artă Contemporană (SNAC) 2022 (21 octombrie − 13 noiembrie 2022). 
2022 Galeria S.E.N.A.T., Combinatul Fondului Plastic, București, Salonului Național de Artă Contemporană (SNAC) 2022.
2022 Senatul României, București, Expoziția pop-up Mundi Color (30 iunie 2022). 
2022 ARCUB, București, Expoziția de artă micro-macro-Trans CORDIAL II (5 − 24 mai 2022). 
2021 Bienala Internațională de Pictură, Chișinău (Republica Moldova), ediția a VII-a. 
2021 Art Safari, București
2021 Muzeul de Artă, Constanța (România), Expoziția micro-macro-Trans CORDIAL (3 − 27 septembrie 2021).  
2021 Pinacoteca Centrului Cultural Vrancea, Focșani (România), Expoziția de artă contemporană Interferențe (mai 2021). 
2020 Galeria S.E.N.A.T., Combinatul Fondului Plastic, București, Salonului Național de Artă Contemporană – SNAC 2020 (28 noiembrie − 6 decembrie 2020).
2020 Literaturmuseum Romantikerhaus, Jena (Germania)
2020 Muzeul Național de Artă Contemporană, București
2020 Centrul Cultural „Palatele Brâncovenești de la Porțile Bucureștiului” (15 august – 31 decembrie 2020). 
2019 Galeria S.E.N.A.T., Combinatul Fondului Plastic, București, Salonului Național de Artă Contemporană – SNAC 2019 (19 decembrie 2019 –15 ianuarie 2020). 
2019 Anhaltische Gemäldegalerie, Dessau (Germania)
2019 Galeria Centrul Artelor Vizuale (CAV), București, Expoziția Laborator Interior (17 – 30 septembrie 2019). 
2018−2019 Muzeul Național Brukenthal, Sibiu (România), Expoziția Împreună (2 decembrie 2018 – 4 februarie 2019). 
2018-2019 Muzeul Național de Artă Contemporană, București, Expoziția Din unghiuri diferite (15 noiembrie 2018 − 27 ianuarie 2019). 
2018 Parlamentul European, Bruxelles
2018 Art Thessaloniki International Contemporary Art Fair, Salonik (Grecia)
2018 Muzeul Național al Literaturii, București, Expoziția Despre literă și semn (5 – 30 octombrie 2018). 
2018 Muzeul de Artă, Timișoara (România), Expoziția Woman, All Too Woman (15 august – 20 octombrie 2018).     
2018 Muzeul Național Cotroceni, București
2018 Muzeul de Artă, Constanța (Romania)
2017 Galeria Kallo, Tirana (Albania)
2017 Centrul de Artă Contemporană „Colonia Pictorilor”, Baia Mare (România)
2017 Centrul Artelor Vizuale (CAV), București
2017 Muzeul Național al Țăranului Român, București, Expoziția O teofanie în piatră și în duh (6 – 23 iulie 2017). 
2017 Muzeul Național Brukenthal, Sibiu (România), Expoziția Patrimoniul viitorului (5 iulie – 2 septembrie 2017). 
2015 Palatul Culturii din Târgu-Mureș (România), Expoziția TOTEM (decembrie 2015).
2015 Muzeul Național de Artă Contemporană (MNAC), București
2015 C.A.R. − Contemporary Art Ruhr, Essen (Germania), Expoziția The Innovative Art Fair (30 octombrie – 1 noiembrie 2015).
2015 Art Safari, București
2015 Katzen Art Center, Washington
2014 Muzeul Național de Artă Contemporană (MNAC), București. 
2014 Galeria AnnArt, București, Expoziția colectivă creion / cerneala / tuș (5 decembrie 2013 – 18 ianuarie 2014). 
2014 Cultural Center, Mielec (Polonia)
2013 Academia de Studii Economice, București, Expoziția Pictorii ASE-ului (februarie 2023). 
2013 Galeria AnnArt, București
2013 Galeria Simeza, București
2013 Galeria Arielle d`Hauterives, Bruxelles
2013 Galeria Oben, Chemnitz (Germania)
2013 BWA Sokol, Contemporary Art Gallery, Nowy Sacz (Polonia)
2013 Tabăra internațională de la Baia Mare (România). 
2012 Art Karlsruhe, Karlsruhe (Germania)
2012 Galeria Căminul Artei, București, Expoziția Corp 2012. 
2011 A 5-a ediție a Bienalei Internațională de pictură, Sokol, Galeria de Artă Contemporană, Nowy Sacz (Polonia). 
2011 Palace of Arts Society of Friends of Fine Arts, Cracovia (Polonia)
2010 Galeria Căminul Artei, București
2010 Slide Room Gallery, Vancouver Island School of Art, Victoria (Canada)
2010 Parcours d`Artistes, Bruxelles
2010 Patricia Munoz Gallery, Barcelona (Spania)
2010 Institutul Cultural Român, Londra
2010 Institutul Cultural Român, Tel Aviv (Israel)
2009 Peninsula Arts Gallery, University of Plymouth, Marea Britanie, Proiectul Romanian Art and Music at Peninsula Arts (14 noiembrie − 19 decembrie 2009). 
2009 Kralingen Gallery, Rotterdam (Olanda)
2009 Spatio di Teatro „Senza Quinte”, Olbia (Italia)
2009 Muzeul Negrești – Oași, Negrești – Oași (România)
2009 Centrul Național de Artă Contemporană, București
2009 Kralingen Gallery, Rotterdam (Olanda)
2009 Spatio di Teatro „Senza Quinte”, Olbia (Italia)
2009 Palac Sztuki Gallery, Cracovia (Polonia)
2009 Ground Gallery, Windsor (Canada)
2009 Mistlin Gallery, Modesto, California (USA)
2009 Shan Alam Gallery, Malaysia
2008 Galleria G 28, Pallazzo Marini, Cagliari (Italia)
2008 Circolo Arcimontorio, Verona (Italia)
2008 Performance,Space of Contemporary Art, Chelsea, New York (USA)
2008 Oravska Gallery Dolnim Kubinie (Slovacia)
2008 Palace of Arts, Lvov (Ucraina)
2008 Art exhibition Office, Rzeszow (Polonia)
2008 Palatul Artelor, Baia Mare (România)
2007 WTC Art Gallery, Rotterdam (Olanda)
2007 Muzeul de Artă, Constanța (România)
2007 Gallery of the House of an Artist, Varșovia (Polonia)
2007 PROFIL, Gallery of Modern Art, Poznan (Polonia)
2007 Art Exhibition Office, Olsztyn (Polonia)
2007 National Art Gallery , Bratislava (Slovacia)
2007 Gallery of Modern Art, Kolobrzeg (Polonia)
2007 The Castle of Pomeranian Princes, Szczecin (Polonia)
2007 Palac Sztuki Gallery, Cracovia (Polonia)
2007 Miejska Galeria Sztuki, Zakopane (Polonia)
2006 Galeria Veroniki Art, București. 
2006 Muzeul de Artă, Constanța (România)
2006 Bienala Internațională de Artă, Nowy Sacz (Polonia)
2005 Centrul Muzeal „Mogoșoaia”, Mogoșoaia (România)
2004 Galeria Etaj ¾, Teatrul Național, București. 
2004 Het Dijkstoelhuis Gallery, Wageningen (Olanda).
2004 Centrul „Constantin Brâncuși”, Chișinău (Republica Moldova)
2004 DAP Gallery, Varșovia (Polonia)
2003 Kralingen Gallery, Rotterdam (Olanda)
2003 Galerie BWA, Bydgoszcz (Polonia)
2003 Centrul „Constantin Brâncuși”, Chișinău (Republica Moldova)
2003 Muzeul Național de Artă Contemporană, București. 
2003 Palac Stuki Gallery, Cracovia (Polonia)
2003 Muzeul de Artă Bacău (România)
2002 Het Dijkstoelhuis Gallery, Wageningen (Olanda)
2002 International Biennial Exhibition, Now Sacz (Polonia)
2001 Heinolan Taidemuseum, Finlanda
2001 „De Kopgroep”, Lamber Gallery, Valkenswaard (Olanda)
2000 „Common Sense 2000”, Berenberg (Germania)
2000 “Frozen Moments”, Lamber Gallery, Valkenswaard (Olanda)
2000 „Velico Tarnovo 2000”, Velico Târnovo (Bulgaria)
2000 Atelierroute Regio Eindhoven (Olanda)
1999 Holland Art Fair, Alkmaar (Olanda)
1999 Marga Kramer Gallery, Ilsselstein (Olanda)
1999 Galeria Arthus, Bruxelles
1999 „Artistes de Bucarest“, Mussee Ianchelevici, La Louvière (Belgia)
1999 Escape Gallery, Deventer (Olanda)
1995 „L’Aigle de Nice”, Grand Prix International des Arts Plastiques de la Ville de Nice et de la région Provence, Alpes, Côte d’Azur  (Franța)
1995 Covalenco Galley, Geldrop (Olanda)
1995 Centre national de la bande dessinée et de l’image (C.N.B.D.I.), Angoulême (Franța), „Rives 95. Exposition Peintures Sculptures”.
1995 Maureen O’Hare Wolson Gallery, Grenoble (Franța), „24 Peintres et Sculpteurs Contemporains. Itinéraires au de là des voyages”.
1994 Espace Saint-Jacques, Saint-Quentin (Franța), „St. Quentin 4-mx Biennale Internationale du Pastel”.
1994 Eröffnun der Ausstellung „hinter den 7 Meeren“ Landesvertretung von Anhalt, Bonn (Germania)
1994, 1997 Agial Gallery, Beirut (Liban), „Romanian Contemporary Art”
1994 Centrul Cultural Maghiar, București. 
1993 Centrul Cultural Latino-American, București
1993 „Common Sense” Bernburg (Germania)
1993 Efehaus Gallery, Wernigerode (Germania)
1993 Caisse d’Epargne Gallery, Belfort (Franța).
1992 Efehaus Gallery, Wernigerode (Germania), „Artist of Europe”
1992, 1993 „Künstler des Plenair in Wernigerode – hinert den 7 Meeren”,Wernigerode (Germania)
1989 The Youth Biennial, Sofia (Bulgaria)
1989 Galeria Simeza, București. 
1988 Galeria Municipiului București, București
1986 Galeria Eforie, București.

## Cărți, albume
Stephanie Elizondo Griest. ART ABOVE EVERYTHING. One Woman's Global Exploration of the Joys and Torments of a Creative Life. Boston, Beacon Press, 2025. ISBN 978-080702041-8
Florica Prevenda. Undeva în timp: [album] / text: Mădălina Mirea, Aurelia Mocanu, Cătălin Davidescu; foto: Mihai Ciobanu; trad.: Samuel W.F. Onn. Constanța, Muzeul de Artă Constanța, 2023. Ed. bilingvă română, engleză. 
Florica Prevenda. Instances: 1999-2019: [album] / Sorin Gherguț (ed.); coord.: Magda Predescu; translator: Samuel Onn. București, Editura Institutului Cultural Român, 2020.    
Florica Prevenda. Condensări. Mogoșoaia, Editura Centrul Cultural Palatele Brâncovenești, 2017. 
Facelook − Florica Prevenda: [catalog de expoziție, București, 2014] / [text: Gabriela Massaci, Aurelia Mocanu, Diana Ursan]; [trad.: Gamma, Luminița Townson, Diana Ursan]. București, 2014. Ed. bilingvă română, engleză.  
Orașul: pictură, sculptură, grafică, instalație: [album] / [Florica Prevenda, Vasile Tolan, Marcel Bunea]; [foto: Andrei Fărcășanu]. București, Unarte, 2010. 
Ivănescu, Mircea. Lines poems poetry / illustrated by Florica Prevenda. Plymouth, University of Plymouth Press, 2009. ISBN 9781841022178
Florica Prevenda. Timpul regăsit: [expoziție de picturi-colaj]: [Palatul Brâncovenesc, mai−iunie 2008, Mogoșoaia] / [texts: Florica Prevenda, Adrian Guță; photographs: Marius Caraman, Louise Harvey; translations: Angelica Bucur, Rodica Cichi, Adrian Guță]. București, Centrul Cultural Palatele Brâcovenești, 2008. Ed. trilingvă română, franceză și engleză. 

## Interviuri
TVR Cultural (11 aprilie 2025): MomentArt − Florica Prevenda, artist vizual, interviu realizat de Mimi Necula, https://www.youtube.com/watch?v=LbdmIBNG_RI
TVR Cultural (21 aprilie 2024): „BIOGRAFII NECESARE”. Pictorița Florica Prevenda: n-am făcut niciodată ceea ce se aștepta de la mine, eu mă simt un artist liber. Văd lumea în felul meu, interviu realizat de Ileana Ploscaru Panait, http://cultural.tvr.ro/biografii-necesare-pictori-a-florica-prevenda-eu-nu-pot-sa-traiesc-fara-sa-vin-la-atelier-este-bucuria-mea_45369.html
Radio România Cultural (27 septembrie 2023): Amintiri cu și despre artiști plastici − Reîntoarcerea către natură a Floricăi Prevenda, interviu realizat de Roxana Păsculescu, https://www.youtube.com/watch?v=-RZyWG_DQVw
Avangarda, cu Ionuț Vulpescu − invitată, Florica Prevenda (sezonul 2, episodul 35) (25 iunie 2023), https://www.youtube.com/watch?v=Kn_bn_dbdHE 
Jurnalul cultural, TVR Cultural (24 aprilie 2023): Artista Florica Prevenda, interviu realizat de Mădălina Mirea, https://www.youtube.com/watch?v=wbe2C_xavAY
TVR Cultural (13 ianuarie 2023): Interviu cu Florica Prevenda, realizat de Mădălina Mirea, https://www.youtube.com/watch?v=T5ft9jwPkL0
„Orizonturi culturale italo-române / Orizzonti culturali italo-romeni. Revistă interculturală bilingvă” (mai 2021): Florica Prevenda: „Am încercat să văd pictura din alte perspective”, interviu realizat de Afrodita Carmen Cionchin, http://www.orizonturiculturale.ro/ro_intalniri_Florica-Prevenda-interviu.html
„Bussines Review” (30 iulie 2021): BR INTERVIEW | Artist Florica Prevenda: I’ve always thought that what matters is the value and not the gender you belong to, interviu realizat de Oana Vasiliu, https://business-review.eu/lifestyle/art/br-interview-artist-florica-prevenda-ive-always-thought-that-what-matters-is-the-value-and-not-the-gender-you-belong-to-221820
Radio România Cultural. Dimensiunea științifică a artei: Florica Prevenda, ep. 1-4 (10-13 mai 2021), interviu realizat de Mihaela Ghiță, https://www.radioromaniacultural.ro/sectiuni-articole/stiinta/dimensiunea-stiintifica-a-artei-florica-prevenda-elementul-care-defineste-omul-este-trairea-creativitatea-omului-nu-va-putea-fi-niciodata-inlocuita-de-roboti-ep-1-id27889.html, https://www.radioromaniacultural.ro/sectiuni-articole/stiinta/dimensiunea-stiintifica-a-artei-florica-prevenda-temele-pe-care-le-abordez-reflcta-realitatea-prezenta-ep-2-id27891.html, https://www.radioromaniacultural.ro/sectiuni-articole/stiinta/dimensiunea-stiintifica-a-artei-florica-prevenda-aparitia-internetului-in-anii-90-a-influentat-decisiv-omenirea-ep-3-id27907.html, https://www.radioromaniacultural.ro/sectiuni-articole/stiinta/dimensiunea-stiintifica-a-artei-florica-prevenda-6-sfaturi-pentru-tinerii-artisti-in-arta-concurenta-este-foarte-mare-si-se-strecoara-foarte-putini-ep-4-id27947.html
Muzeul Național al Literaturii Române. Mini-cafeneaua critică online (26 aprilie 2021): Florica Prevenda și Ion Bogdan Lefter, https://mnlr.ro/en/mini-cafeneaua-critica-on-line-25-florica-prevenda-si-ion-bogdan-lefter/
Pressone.ro (18 martie 2021): Amintirile Bărăganului: Florica Prevenda și orizonturile ei nesfârșite, interviu realizat de Lucian Muntean, https://pressone.ro/amintirile-baraganului-florica-prevenda-si-orizonturile-ei-nesfarsite
„Urban” (7 iunie 2020): Florica Prevenda, artist plastic: „Vom deveni din ce în ce mai sofisticați în ceea ce în termeni pragmatici se cheamă performanță”, https://www.urban.ro/florica-prevenda-artist-plastic-interviu/
RFI Romania (13 februarie 2019): Interviu cu Florica Prevenda, realizat de Mihaela Dedeoglu, https://www.facebook.com/watch/live/?ref=watch_permalink&v=364500530769561
„Dilema Veche” (18 decembrie 2013): Piața de artă din România. Artistul – interviu cu Florica PREVENDA, realizat de Ioana Tamaș, https://dilemaveche.ro/sectiune/dileme-on-line/piata-de-arta-din-romania-artistul-interviu-cu-598181.html#google_vignette

## Distincții și premii
2021 Diploma de excelență, Bienala Internațională de Pictură de la Chișinău (Republica Moldova), acordată de Ministerul Culturii din Republica Moldova. 
2015 Premiul pentru Pictură 2014, România, acordat de Uniunea Artiștilor Plastici din România (U.A.P.).  
2011 Premiul onorific al Centrului Cultural Malopolska SOKOL, Nowy Sącz (Polonia).
2010 Marele Premiu pentru Pictură al Municipiului București, acordat în cadrul Festivalului Artelor, România
2008 Premiul „Artistul lunii”, nominalizare de artports.com
2006 Premiul juriului, acordat în cadrul Bienalei de artă de la Nowy Sącz (Polonia)
2005 Meritul Cultural în grad de Cavaler, acordat de Președintele României. 
2003 Marele Premiu pentru Pictură la Saloanele Moldovei, Chișinău (Republica Moldova)
1995 Premiul Municipalității pentru Tineri Artiști, București. 
1992 Premiul Uniunii Artiștilor Plastici pentru Tineret, București, acordat de Uniunea Artiștilor Plastici din România (U.A.P.). 
1991 Premiul „Dominus” pentru Pictură, București
1989-1990 Premiul pentru Pictură, acordat în cadrul Expoziției Tineretului, Artexpo, București
1986−1988 Premiul pentru Pictură „Theodor Aman”, București
1986 Premiul pentru Pictură 1985, România, acordat de Uniunea Artiștilor Plastici din România (U.A.P.)

## Legăturiexterne
- Official Website
- Revista Arta
- Creon Art
- Observatorul Cultural
- Business Review
- PR Journal Arhivat în 2 aprilie 2018, la Wayback Machine.
- România Literară Arhivat în 18 august 2016, la Wayback Machine.
- Cotidianul.ro
- Dilema Veche Arhivat în 7 septembrie 2014, la Wayback Machine.
- Ziarul Financiar
- Pressone.ro
- Modernism.ro
- HotNews.ro
- Adevarul
- TVR Cultural
- Radio Romania
- Radio Romania Cultural
- Propagarta.ro